# Lepre (araldica)
In araldica la lepre è simbolo di mitezza d'animo che rifugge dal pericolo, spirito amante di tranquillità e solitudine, uomo alieno da fatica e disagio. Ne compare sovente la sola testa.

## Galleria d'immagini

Testa strappata di lepre (Stemma di Reilingen, Germania)
Lepre seduta (Hasenmoor, Germania)
Lepre corrente (Skarsterlân, Paesi Bassi)
Lepre rampante Haßfurt, Germania

## Attributi araldici
- Dormiente o addormentata
- Ferma se è poggiata su tutte le zampe
- Fuggente o, impropriamente, corrente, se è di corsa
- Illuminata di… se ha gli occhi di uno smalto diverso
- Orecchiuta di… se ha le orecchie di uno smalto diverso
- Pascente se è nell'atto di brucare
- Passante se è raffigurata nell'atto di attraversare il campo
- Ritta erta, con le orecchie tese, di profilo o di fronte
- Sedente o aggruppata[1] se è appoggiata sul treno posteriore